# Il muro (raccolta di racconti)
Il muro (Le mur) è una raccolta di racconti dello scrittore e filosofo francese Jean-Paul Sartre pubblicata nel 1939. I cinque racconti che la compongono, "Il muro", "La camera", "Erostrato", "Intimità" e "Infanzia di un capo", sono tra le opere più note di Jean-Paul Sartre.
Queste narrazioni cercano di mettere in evidenza debolezze, contraddizioni e fragilità morali che l'autore ritiene siano proprie dell’uomo contemporaneo, che tenderebbe spesso a celare. Il muro assume nei testi il valore simbolico di un punto di confronto, dove si evidenzia la diversa posizione etica di tre antifascisti condannati a morte da un tribunale del regime franchista. I personaggi (dal dostoevskiano Erostrato alla frigida Lulù), analizzati con una prospettiva psicologica, si presentano come figure rappresentative, imprigionati in una rete di ossessivi dati reali, mentre un muro di impotenza chiude loro ogni possibilità di riscatto.
Il libro, pubblicato nel 1939, fu dedicato dall'autore a Olga Kosakiewicz.

## I racconti

### Il muro
Il racconto, scritto nel 1939, è ambientato nella guerra civile spagnola, iniziata il 18 luglio 1936 e terminata il 1º aprile 1939, quando i Nazionalisti (i “Nacionales” spagnoli), guidati dal generale Francisco Franco, sconfissero le forze della Repubblica spagnola ed entrarono a Madrid.
Il titolo si riferisce al muro utilizzato dai plotoni d'esecuzione per le fucilazioni dei prigionieri, e simboleggia l'inevitabilità della morte.
Il protagonista, Pablo Ibbieta, insieme ad altri due ragazzi, è condotto in una cella in cui gli sarà annunciata la condanna a morte per la mattina seguente. A Pablo viene offerta una via d'uscita: rivelare la posizione del compagno Ramón Gris. Pablo rifiuta di cooperare fino a poco prima della sua esecuzione, per poi fornire alle autorità informazioni, da lui considerate false, sul luogo in cui il compagno si trova.
Ironia della sorte, si scopre che Ramón si è effettivamente spostato dal suo nascondiglio precedente a quello indicato da Paul. Il compagno viene quindi ucciso e la vita di Pablo è almeno temporaneamente risparmiata dalla morte. Particolarmente significativo di tale racconto risulta l'atteggiamento del protagonista dinnanzi all'avvicinarsi della morte:

### La camera
È la seconda storia del libro ed esplora temi quali la follia, la malattia, le regole e convenzioni della borghesia, la sessualità e l'omicidio.
La storia inizia con la descrizione della condizione della signora Darbédat, costretta a letto da una malattia. Il signor Darbédat, marito della donna, segue una routine che comprende lamentarsi frequentemente del marito della figlia Eva, Pietro, che è "diventato folle". Il padre sostiene che la figlia debba abbandonare il marito e farlo mettere nella casa di cura del dottor Franchot, senza sciupare la sua vita appresso ad una persona incapace di amarla, tuttavia, ella non vuole, o meglio è incapace di abbandonare il marito (la follia del quale si manifesta con visioni e discorsi poco coerenti).
Fulcro del racconto è la condizione psicologica di Eva, che talvolta odia la situazione del marito e talvolta vorrebbe diventare come lui, perché incapace di arrendersi ad una realtà che vede il suo amato folle e completamente incapace di ragionare di lì a pochi anni, come diagnosticato dal dottor Franchot.
La storia si conclude con un colpo di scena, che vede Eva pensare che avrebbe ucciso il marito prima che questo potesse diventare completamente incapace di intendere e volere.

### Erostrato
È la storia di un misantropo che, seguendo la strada di Erostrato, decide di rimanere nella storia per un male commesso – in questo caso, l'uccisione di sei persone a caso, una per ogni pallottola nella sua pistola e di suicidarsi subito dopo aver commesso il fatto. Decisosi ad attuare il suo piano, il protagonista tuttavia riesce solo ad esplodere tre colpi contro un passante. Nascostosi nella toelette di un caffè e determinato a farla finita, viene subito raggiunto dalla polizia. Riconsegnerà l'arma: prevale l'istinto di conservazione.
L'uomo è esaltato dal senso di potere che deriva dall'avere con sé un'arma:

### Intimità
Quarta novella è l'Intimità, Lulù, insoddisfatta dal marito impotente, fantastica appaganti viaggi d'evasione con l'aitante Piero. Lulù come Eva sogna, evade dal reale con le sue fantasie, ma non si può mentire a se stessi: rimane combattuta fra l'amore carnale (“com'è sporco l'amore”) personificato da Piero e la purezza di Enrico (“se si potesse restar sempre puri…ma questo non è possibile”).
Così rimane intrappolata nelle sue insolubili contraddizioni, vanamente cercando una nuova vita, senza riuscir a guardare in faccia la realtà, l'esistenza. Tutti i protagonisti sono messi in ridicolo: Enrico è impotente, Piero condizionato dalla madre. I punti di vista di Lulù e Rirette sono presentati in chiave di caricatura attraverso il flusso di coscienza.

### Infanzia di un capo
È il racconto della crescita di un ragazzo, Lucien Fleurier, dai suoi primi anni di età fino all'essere adulto. Figlio di un ricco industriale, è alla ricerca di un'identità e di un significato, nel tentativo di capire cosa c'è di sbagliato in lui. Passa dalla psicoanalisi freudiana all'essere partner sessuale di un poeta pederasta, per finire con il far parte di un'organizzazione fascista giovanile e pestare brutalmente, assieme ai suoi amici, un ebreo che sta leggendo il quotidiano L'Humanité.

## Edizioni
- Il muro, traduzione di Elena Giolitti, Collana Narratori Contemporanei n.22, Torino, Giulio Einaudi Editore, 1946.
- Il muro, I Coralli n.4, Torino, Einaudi, 1948,  p. 256.
- Il muro, Nuovi Coralli n.12, Einaudi, 1971.
- Il muro, traduzione di Elena Giolitti, Collana Einaudi Tascabili.Scrittori, Einaudi, 2005,  p. 209, ISBN 978-88-06-17288-6.